# サンライズ (アニメ制作ブランド)
サンライズ（英: SUNRISE）は、バンダイナムコフィルムワークスのアニメ制作ブランド。
かつてはバンダイナムコホールディングス傘下の株式会社サンライズ（英: SUNRISE INC.）という法人であった。同社は2022年4月1日に株式会社バンダイナムコフィルムワークスに商号変更し、同日以降サンライズの名称は同社のブランドとして継続している。

## 沿革

### 創業
1972年、虫プロダクションから独立した有志により、アニメ制作会社株式会社創映社が設立される。1972年9月、創映社の制作現場として有限会社サンライズスタジオが設立される。
虫プロの制作・営業部門に所属していた岸本吉功、伊藤昌典、山浦栄二、渋江靖夫、岩崎正美、沼本清海、米山安彦の7名が設立メンバーである。手持ちの資金がなかったことから、同年、虫プロ作品で音響を担当していた東北新社に出資を仰ぎ、サンライズ創業者との共同出資により株式会社創映社を設立。創映社が企画と営業を行い、アニメの実制作はサンライズスタジオで行なう体制が取られた。そのため、当初の営業・制作スタッフはサンライズスタジオと創映社に同時に在籍する状態であったが、創映社自体は東北新社の子会社で下請けの存在だったため、この当時に制作した作品の著作権表示は全て「©東北新社」となっている。
本社が設立された1972年は、彼らの独立元ともいえる虫プロ（旧虫プロ）や、その関連・子会社の経営難や労働争議が表面化しつつあった頃でもあった。これは企業の成り立ちや手塚の意向、および経営方針がゆえに「アニメーターにあらずんば人にあらず」と言われる程に、アニメーター偏重の作品作りが最優先される企業風土となったことで、合理的で適切な企業運営ができなかったことが主な要因となったものであった。
創業メンバーは、旧虫プロが倒産直前の末期的様相を呈する前に独立した面々ではあるものの、同社の内情と体質的な問題を組織内部から見て知る者たちでもあり、この企業体質がサンライズスタジオの経営における大きな教訓として、現在まで受け継がれている。すなわち、サンライズにおける「クリエーターが経営陣に入ってはいけない」という経営ポリシーの確立である。そのため創業以来、自社スタジオは構える一方で、制作進行管理業務以外の実制作作業は外注スタッフがほぼ全てを担っており、既に50年近い歴史を持つ企業でありながら、サンライズ一筋のプロパー正社員として監督を務めた人物もいない。これもまた、アニメ制作に必要なスタッフや、専門職の大半を自社で正規雇用として抱え続けたために、昇給・人件費増加・社内ポストなどの問題が解決できずに、労働争議に至って破綻した旧虫プロの反省でもあった。そのような意味において言えば、サンライズでヒット作を手掛けてその名を知られる富野由悠季・高橋良輔などの監督や、塩山紀生・安彦良和・木村貴宏などの著名アニメーターもあくまで外注スタッフに過ぎず、クリエイターは携わっても作品単位での企画・制作までにとどまっている。
また、創業当初の経営陣はアニメの作品性も重視する一方、それ以上に必要に応じた外注の多用などコスト削減や各種版権収入なども含めて、総合的な採算確保を図り健全経営を維持することを最重視する経営方針を打ち出した。玩具の商品企画のタイアップを、アニメ企画の起点と主軸に据える作品構築のシステムを採用していたことも、今日に至るサンライズを形成した重要な特徴の一つである。この背景には「資金のない弱小プロダクション故に人件費を負担できない」、漫画原作の著作権（翻案権）を得るために必要な予算が捻出できない、などといった経営初期に抱えていた資金面にまつわる事情がある。一方で出版物を原作とした作品の場合、アニメ雑誌が記事に取り上げる際、著作権者の意向という形で誌面の素材として使用したい映像の使用許諾が得られなかったり、ページ数の制限が付きまとうことが多く、サンライズ作品におけるオリジナル企画の多さは、1980年代を中心にアニメ雑誌においてメインに据えられ、大きく取り扱われる要因となった。

### 日本サンライズ時代

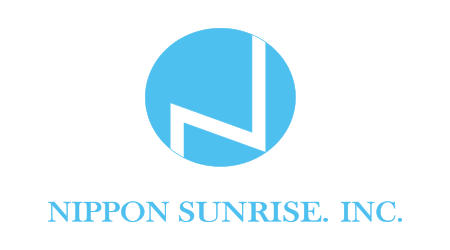
日本サンライズ時代のロゴ

1976年11月に東北新社傘下から離脱。株式会社日本サンライズ（英: NIPPON SUNRISE INC.）に改組・商号変更し、東映本社作品と円谷プロ作品のアニメーション制作を下請けするようになる。一説には、利益の配分を巡る喧嘩別れとも言われており、サンライズの飯塚正夫によると、『ゼロテスター』や『勇者ライディーン』などで得た利益はすべて東北新社に行っており、彼らは給料が上がらず不満が溜まっていたという。翌1977年の『無敵超人ザンボット3』にて初めて自社企画制作作品を世に送り出す。1979年制作の『機動戦士ガンダム』とその後の劇場用作品により、アニメ業界にリアルロボットブームを巻き起こした。
1981年、初代社長の岸本吉功が死去。当時まだ40代であったが、激務が祟り、健康を害した事による早逝だったという。岸本の死を受け、第2代社長に伊藤昌典が就任。
1985年、オリジナルビデオアニメ（OVA）に進出。OVAという体裁こそ取っているものの、サンライズ制作のそれにおいて全くのオリジナル企画は少なく、『装甲騎兵ボトムズ』のようなテレビシリーズで人気を得た作品の続編や、『機甲猟兵メロウリンク』のようにその延長線上にある企画という基本方針を取っている。

### 株式会社サンライズ
1987年6月に株式会社サンライズへ商号変更し、第3代社長に山浦栄二が就任する。この商号変更と山浦の社長就任に伴い、従来のオリジナル企画主体の路線から転換し、『ミスター味っ子』『シティーハンター』『バツ&テリー』などを端緒に、漫画原作付き作品を手がけることが増えていった。これらの作品では演出として著名な映画・ドラマ・アニメ、制作当時の時事ネタなどのパロディを取り入れるようになり、以降同社制作アニメの特徴のひとつとなってゆく。
またこの頃は、『ガンダム』に端を発したリアルロボットブームが下火になりつつあった時期でもあり、その火付け役であったサンライズもまた同年放送の『機甲戦記ドラグナー』を最後に、リアルロボット系作品に依存した体制からも一旦脱却。玩具メーカーとのタイアップのオリジナル企画においても、『魔神英雄伝ワタル』を機に子供がロボットに乗る、もしくはロボットと友情を育むことで敵を倒すロボットアニメをてがけた他、『鎧伝サムライトルーパー』の関連作品の成功を受ける形で、容姿端麗な美少年が特殊アーマーを装着する、いわゆる鎧ものにも力が入れられた。
当時サンライズが入居していたビルでは、1階がスタジオ、2階が企画室とされ、本社は3 - 5階に置かれていた。石垣純哉は、有名なロボットアニメを多数手がけるサンライズは上井草駅前に自社ビルを有する大企業だと思っていたが、実際に訪れると小さなビルで、Tシャツにジーンズというラフな姿の若者が出迎えたことに驚いたという。
1990年代前半には、当時のガンダムよりも下の年齢層をメインターゲットとした『勇者シリーズ』が商業的な成功を収めるなど、元々得意とするオリジナル作品も堅調に推移した。

### バンダイ（バンダイナムコ）グループ傘下企業へ
1994年4月1日、バンダイによる資本参加を受けて同社傘下のグループ企業となる。これに伴い経営陣も刷新され、以降の経営上層部の人材は松本悟のように、主にバンダイの送り込んだ人物が占める様になっていった。
川口克己によると、バンダイグループ内部には出資した作品のマーチャンダイジングの成功・不成功の判断基準として、『ガンダム』シリーズを指標に用いる向きがあり、同シリーズと同程度の売上でないと作品として成功とは見なされないことから、自然とガンダムに偏重していく傾向があるという。サンライズ作品に限らず、「ロボットアニメはガンダムに淘汰される」という見方すらある。このため勇者シリーズが終了した1990年代末以降はサンライズ自身でさえ、少年向け・低年齢層向けのロボット物のオリジナルアニメ作品を発表する機会にはなかなか恵まれなくなった。
またバンダイグループ（バンダイナムコグループ）は、版権・キャラクター関連のビジネスでは長年の業界最大手として豊富なノウハウを持っているが、その裏返しとして同社が関与する作品において、版権や制作体制全般の管理が極めて厳しく徹底されることでも知られている。サンライズもバンダイグループ入りの後はその例に漏れず、版権ビジネスだけではなく作品出演の声優や原作者・監督などのメディア出演についても、管理がより強化・徹底されるようになっていった。
以後の沿革・歴史は下記にて年代ごとに記載。

### 1990年代 - 2000年代

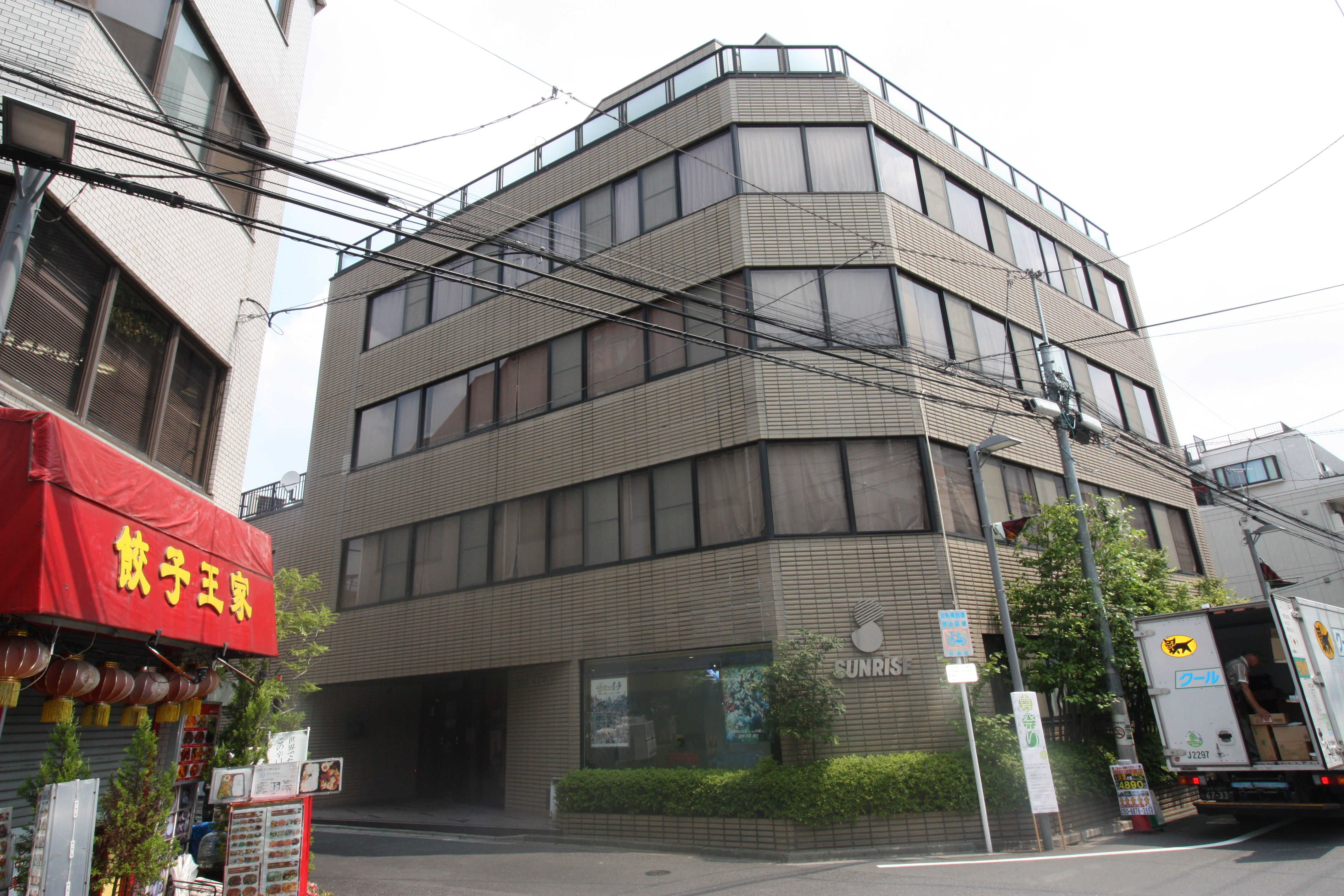
本社（2代目：1996年 - 2021年）

1994年、CG制作を中心とするサンライズデジタルクリエイションスタジオ（SUNRISE D.I.D.）を設立。以後、サンライズ作品内にてデジタル彩色やCG処理が導入された。導入初期の時期では3D寄りの表現は『勇者王ガオガイガー』及び『ダイノゾーン』が、デジタル彩色は『第08MS小隊』の映像特典である宇宙世紀余話や『天空のエスカフローネ』など一部の作品で採用されていたが、新作がすべて全編デジタル制作に移行するのは設立から9年後の2003年と他会社と比べて比較的遅い時期となった。
1996年10月、本社を東京都杉並区上井草2丁目35番11号から同区上井草2丁目44番10号へ移転。
2002年6月、全額出資子会社として、作品の音楽著作権を管理する音楽出版社「サンライズ音楽出版株式会社」を設立。
2005年10月からは株式会社バンダイ、株式会社ナムコとの経営統合に伴いバンダイナムコグループの一員となる。ナムコ系テレビゲーム作品とのタイアップが増える。一例としては2007年に制作された、『THE IDOLM@STER』を原案とした『アイドルマスター XENOGLOSSIA』、2008年制作の『テイルズ オブ ジ アビス』のアニメ版などが挙げられる。それとは対照的に、かつての主軸でもあった玩具をメインとしたコンテンツとのタイアップ作品は、2004年の『陰陽大戦記』以降は激減した。ガンダム以外のオリジナルロボット作品についても、『コードギアス』シリーズや『ゼーガペイン』など、少数に留まる（一方で、この2作については初動から10年経過した2010年代でも適宜シリーズの展開が続いている）。

### 2010年代
2010年代には、自社参加・読者参加企画発祥のメディアミックス作品『ラブライブ!』が大ヒットを飛ばしたことを筆頭に、以前よりも更に様々なジャンルの作品を手がける様になった。
- ゲームを主軸とした企画とのタイアップ作品 - 『バトルスピリッツ』シリーズ、『アイカツ!』など
- コミック原作作品 - 『銀魂』『ケロロ軍曹』など
- 非コミック原作作品 - 『境界線上のホライゾン』・『アクセル・ワールド』（ライトノベル原作）など

2015年4月1日、キッズ・ファミリー向け作品などの一部の制作部門を分社した、株式会社バンダイナムコピクチャーズが設立される（事前発表は同年2月12日。以下「BNP」と略す場合あり）。社長はサンライズ社長の宮河恭夫が兼任する。これ以降のサンライズは、ハイターゲット向けの作品を中心とした制作体制に特化することとなる。
2016年9月、サンライズ内部で独自に立ち上げた、非映像系オリジナル作品（主に小説）を発信するwebサイト「矢立文庫」をスタート。
2018年、CGアニメ制作会社のサブリメイションと資本提携を締結。同年11月20日、ジーベックのポストプロダクション部門を除く映像制作事業を譲受すると発表。その後同社の撮影部門、練馬スタジオ、仕上部門および過去作品の著作権を除くアニメーション作画・制作管理部門の譲受に変更された。これを受けて、2019年3月1日付で新会社「株式会社SUNRISE BEYOND」（サンライズビヨンド）を設立し、4月1日付で同社にこれらの事業が継承された。
2019年4月1日、宮河恭夫のバンダイナムコエンターテインメント社長就任に伴い、専務取締役の浅沼誠が社長に就任。同日、サンライズ音楽出版の社名を「株式会社サンライズミュージック」に変更する。

### 2020年代
2021年3月1日、半世紀近くに及ぶサンライズの過去作（BNPに移管したシリーズ作品、およびガンダムシリーズなど別途ポータルサイトのある作品以外が中心）と、その関連情報をエンタメ的にアーカイブするサイト「サンライズワールド」を開設。これと連動する形で、2014年にYouTubeに開設されていた「サンライズチャンネル」にて、『無敵超人ザンボット3』を始めとした1970 - 1990年代初めごろまでの過去作を対象とした、期間限定でのプレミア無料配信も行われるようになった。
2021年10月、東京都杉並区荻窪4丁目30番16号藤澤ビル内に新本社を設立。オフィスの名称は『機動戦士ガンダム』に登場する戦艦から取って「ホワイトベース」と名付けられており、サンライズも含めたグループ4社（サンライズ・BNP・SUNRISE BEYOND・サンライズミュージック）と、都内に20ヶ所以上ある制作スタジオなどの拠点を、新本社に移転集約させることになっている。
また、同19日にはバンダイナムコホールディングスの取締役会において、2022年4月にバンダイナムコグループのIPプロデュースユニットに属する企業の再編が実施されることが決定し、2022年2月8日には再編に伴う商号の変更も発表された。これに伴い、サンライズはバンダイナムコアーツの映像事業とバンダイナムコライツマーケティングを統合した、グループ全体で映像事業を担う新会社「株式会社バンダイナムコフィルムワークス」（以下BNFW）に、子会社のサンライズミュージックはバンダイナムコアーツを存続会社として、バンダイナムコライツクリエイティブとともに統合される音楽・ライブイベント事業を担う新会社「バンダイナムコミュージックライブ」（以下BNML）にそれぞれ移行。再編により「サンライズ」の名称は法人としては用いられなくなるものの、BNFWの商標・ブランド名としては今後も引き続き使用される。

## 制作作品
サンライズで制作されている作品は、全部で12箇所のスタジオが母体となっている。2015年4月にバンダイナムコピクチャーズが設立されて以降は、これらのスタジオの一部は同社に移管されている。
以下、☆印の付記されたものは、バンダイナムコピクチャーズ設立時に同社に移管された作品・シリーズを指す。

### テレビアニメ

#### 1970年代
| 開始年 | 放送期間          | タイトル                   | 監督                            | 制作スタジオ | 備考                                                                                |
| ------ | ----------------- | -------------------------- | ------------------------------- | ------------ | ----------------------------------------------------------------------------------- |
| 1972年 | 10月 - 1973年3月  | ハゼドン                   | 崎枕                            | 第1スタジオ  | 制作:創映社、フジテレビ、共同制作:和光プロダクション                                |
| 1973年 | 10月 - 1974年12月 | ゼロテスター               | 高橋良輔                        | 第1スタジオ  | 制作:関西テレビ、創映社                                                             |
| 1975年 | 4月 - 1976年3月   | 勇者ライディーン           | 富野喜幸 長浜忠夫               | 第1スタジオ  | 制作:NET、東北新社                                                                  |
| 1975年 | 4月 - 12月        | ラ・セーヌの星             | 大隅正秋（総） 出﨑哲 富野喜幸  | 第2スタジオ  | 制作:フジテレビ、共同制作:ユニマックス                                              |
| 1975年 | 10月 - 1976年3月  | わんぱく大昔クムクム       | りんたろう                      | 第1スタジオ  | 制作:毎日放送、ITCジャパン                                                          |
| 1976年 | 4月 - 1977年5月   | 超電磁ロボ コン・バトラーV | 長浜忠夫                        | 第1スタジオ  | 制作:NET→テレビ朝日、東映、東映エージエンシー、共同制作:東北新社                    |
| 1976年 | 10月 - 1977年3月  | 恐竜探険隊ボーンフリー     | 高野宏一 大木淳 鈴木清 鈴木俊継 | 第1スタジオ  | 制作:NET、円谷プロダクション、共同制作:創映社、日本現代企画                         |
| 1976年 | 10月 - 1977年9月  | ろぼっ子ビートン           | 大隅正秋                        | 第3スタジオ  | 制作:東北新社、東急エージェンシー                                                   |
| 1977年 | 6月 - 1978年3月   | 超電磁マシーン ボルテスV   | 長浜忠夫                        | 第2スタジオ  | 制作:テレビ朝日、東映、東映エージエンシー、共同制作:東北新社                        |
| 1977年 | 10月 - 1978年3月  | 無敵超人ザンボット3        | 富野喜幸（総）                  | 第3スタジオ  |                                                                                     |
| 1978年 | 3月 - 1979年1月   | 魔女っ子チックル           | 久岡敬史                        | 第2スタジオ  | 制作:テレビ朝日、東映、大広、共同制作:ネオメディア プロダクション、風プロダクション |
| 1978年 | 4月 - 1979年1月   | 闘将ダイモス               | 長浜忠夫                        | 第2スタジオ  | 制作:テレビ朝日、東映、東映エージエンシー、共同制作:東北新社                        |
| 1978年 | 6月 - 1979年3月   | 無敵鋼人ダイターン3        | 富野喜幸（総）                  | 第1スタジオ  |                                                                                     |
| 1979年 | 3月 - 1980年3月   | サイボーグ009（第2作）     | 高橋良輔                        | 第3スタジオ  | 制作:テレビ朝日、東映                                                               |
| 1979年 | 3月 - 1980年3月   | 未来ロボ ダルタニアス      | 長浜忠夫（総） 佐々木勝利       | 第2スタジオ  | 制作:東京12チャンネル、東映、東映エージエンシー                                     |
| 1979年 | 4月 - 1980年3月   | ザ☆ウルトラマン            | 鳥海永行 神田武幸               | 第4スタジオ  | 制作:円谷プロダクション、TBS                                                        |
| 1979年 | 4月 - 1980年1月   | 機動戦士ガンダム           | 富野喜幸（総）                  | 第1スタジオ  | ガンダムシリーズ                                                                    |
| 1979年 | 7月 - 1980年3月   | 科学冒険隊タンサー5        | 四辻たかお                      | 第5スタジオ  |                                                                                     |

#### 1980年代
| 開始年 | 放送期間         | タイトル               | 監督              | 制作スタジオ | 備考                     |
| ------ | ---------------- | ---------------------- | ----------------- | ------------ | ------------------------ |
| 1980年 | 2月 - 1981年1月  | 無敵ロボ トライダーG7  | 佐々木勝利        | 第2スタジオ  |                          |
| 1980年 | 5月 - 1981年1月  | 伝説巨神イデオン       | 富野喜幸（総）    | 第1スタジオ  |                          |
| 1981年 | 1月 - 1982年1月  | 最強ロボ ダイオージャ  | 佐々木勝利        | 第2スタジオ  |                          |
| 1981年 | 10月 - 1983年3月 | 太陽の牙ダグラム       | 高橋良輔 神田武幸 | 第1スタジオ  |                          |
| 1982年 | 2月 - 1983年1月  | 戦闘メカ ザブングル    | 富野由悠季（総）  | 第2スタジオ  |                          |
| 1983年 | 2月 - 1984年1月  | 聖戦士ダンバイン       | 富野由悠季（総）  | 第2スタジオ  |                          |
| 1983年 | 4月 - 1984年3月  | 装甲騎兵ボトムズ       | 高橋良輔          | 第1スタジオ  |                          |
| 1983年 | 10月 - 1984年9月 | 銀河漂流バイファム     | 神田武幸          | 第3スタジオ  |                          |
| 1984年 | 2月 - 1985年2月  | 重戦機エルガイム       | 富野由悠季（総）  | 第2スタジオ  |                          |
| 1984年 | 4月 - 9月        | 巨神ゴーグ             | 安彦良和          | 第4スタジオ  |                          |
| 1984年 | 10月 - 1985年3月 | 機甲界ガリアン         | 高橋良輔          | 第1スタジオ  |                          |
| 1984年 | 10月 - 1985年4月 | 超力ロボ ガラット      | 神田武幸          | 第3スタジオ  |                          |
| 1985年 | 3月 - 1986年2月  | 機動戦士Ζガンダム      | 富野由悠季（総）  | 第2スタジオ  | ガンダムシリーズ         |
| 1985年 | 7月 - 12月       | ダーティペア           | 滝沢敏文          | 第4スタジオ  |                          |
| 1985年 | 10月 - 1986年6月 | 蒼き流星SPTレイズナー  | 高橋良輔          | 第3スタジオ  |                          |
| 1986年 | 3月 - 1987年1月  | 機動戦士ガンダムΖΖ     | 富野由悠季（総）  | 第2スタジオ  | ガンダムシリーズ         |
| 1987年 | 2月 - 1988年1月  | 機甲戦記ドラグナー     | 神田武幸          | 第7スタジオ  |                          |
| 1987年 | 4月 - 1988年3月  | シティーハンター       | こだま兼嗣        | 第3スタジオ  |                          |
| 1987年 | 10月 - 1989年9月 | ミスター味っ子         | 今川泰宏          | 第7スタジオ  |                          |
| 1988年 | 4月 - 1989年7月  | シティーハンター2      | こだま兼嗣        | 第3スタジオ  |                          |
| 1988年 | 4月 - 1989年3月  | 魔神英雄伝ワタル       | 井内秀治（総）    | 第7スタジオ  | 魔神英雄伝ワタルシリーズ |
| 1988年 | 4月 - 1989年3月  | 鎧伝サムライトルーパー | 池田成 浜津守     | 第2スタジオ  |                          |
| 1989年 | 3月 - 1990年1月  | 獣神ライガー           | 鹿島典夫          | 第2スタジオ  |                          |
| 1989年 | 4月 - 1990年3月  | 魔動王グランゾート     | 井内秀治          | 第7スタジオ  |                          |
| 1989年 | 10月 - 1990年9月 | 機動警察パトレイバー   | 吉永尚之          | 第1スタジオ  | 制作:バンダイ、東北新社  |
| 1989年 | 10月 - 1990年1月 | シティーハンター3      | こだま兼嗣        | 第3スタジオ  |                          |

#### 1990年代
| 開始年 | 放送期間         | タイトル                      | 監督                          | 制作スタジオ       | 備考                      |
| ------ | ---------------- | ----------------------------- | ----------------------------- | ------------------ | ------------------------- |
| 1990年 | 2月 - 1991年1月  | 勇者エクスカイザー            | 谷田部勝義                    | 第7スタジオ        | 勇者シリーズ              |
| 1990年 | 3月 - 1991年3月  | 魔神英雄伝ワタル2             | 井内秀治（総）                | 第7スタジオ        | 魔神英雄伝ワタルシリーズ  |
| 1991年 | 2月 - 1992年2月  | 太陽の勇者ファイバード        | 谷田部勝義                    | 第7スタジオ        | 勇者シリーズ              |
| 1991年 | 3月 - 12月       | 新世紀GPXサイバーフォーミュラ | 福田己津央                    | 第7スタジオ        |                           |
| 1991年 | 4月 - 1992年3月  | 絶対無敵ライジンオー          | 川瀬敏文                      | 第5スタジオ        | エルドランシリーズ        |
| 1991年 | 4月 - 12月       | 機甲警察メタルジャック        | 松園公（前半） 江上潔（後半） | 第7スタジオ        | 制作協力:スタジオディーン |
| 1991年 | 4月 - 10月       | シティーハンター'91           | 江上潔                        | 第3スタジオ        |                           |
| 1992年 | 1月 - 12月       | ママは小学4年生               | 井内秀治（総）                | 第2スタジオ        |                           |
| 1992年 | 2月 - 1993年1月  | 伝説の勇者ダ・ガーン          | 谷田部勝義                    | 第7スタジオ        | 勇者シリーズ              |
| 1992年 | 4月 - 1993年2月  | 元気爆発ガンバルガー          | 川瀬敏文                      | 第5スタジオ        | エルドランシリーズ        |
| 1993年 | 1月 - 1994年1月  | 勇者特急マイトガイン          | 高松信司                      | 第7スタジオ        | 勇者シリーズ              |
| 1993年 | 3月 - 1994年2月  | 熱血最強ゴウザウラー          | 川瀬敏文                      | 第5スタジオ        | エルドランシリーズ        |
| 1993年 | 4月 - 1994年3月  | 機動戦士Vガンダム             | 富野由悠季（総）              | 第3スタジオ        | ガンダムシリーズ          |
| 1993年 | 4月 - 1994年3月  | 疾風!アイアンリーガー         | アミノテツロー                | 第3スタジオ        |                           |
| 1994年 | 2月 - 1995年1月  | 勇者警察ジェイデッカー        | 高松信司                      | 第7スタジオ        | 勇者シリーズ              |
| 1994年 | 4月 - 1995年3月  | 覇王大系リューナイト          | 川瀬敏文                      | 第1スタジオ        |                           |
| 1994年 | 4月 - 1995年3月  | 機動武闘伝Gガンダム           | 今川泰宏（総）                | 第2スタジオ        | ガンダムシリーズ          |
| 1995年 | 2月 - 1996年1月  | 黄金勇者ゴルドラン            | 高松信司                      | 第7スタジオ        |                           |
| 1995年 | 4月 - 9月        | 獣戦士ガルキーバ              | 日高政光                      | 第3スタジオ        |                           |
| 1995年 | 4月 - 1996年3月  | 新機動戦記ガンダムW           | 池田成                        | 第1スタジオ        | ガンダムシリーズ          |
| 1996年 | 2月 - 1997年1月  | 勇者指令ダグオン              | 望月智充                      | 第7スタジオ        | 勇者シリーズ              |
| 1996年 | 4月 - 9月        | 天空のエスカフローネ          | 赤根和樹                      | 第2スタジオ        |                           |
| 1996年 | 4月 - 12月       | 機動新世紀ガンダムX           | 高松信司                      | 第1スタジオ        | ガンダムシリーズ          |
| 1996年 | 7月 - 1997年3月  | ガンバリスト!駿               | 亀垣一                        | 第5スタジオ        |                           |
| 1996年 | 10月 - 1997年6月 | 超者ライディーン              | 川瀬敏文                      | 第8スタジオ        |                           |
| 1997年 | 2月 - 1998年1月  | 勇者王ガオガイガー            | 米たにヨシトモ                | 第7スタジオ        | 勇者シリーズ              |
| 1997年 | 10月 - 1998年9月 | 超魔神英雄伝ワタル            | 井内秀治（総）                | 第6スタジオ        | 魔神英雄伝ワタルシリーズ  |
| 1998年 | 1月 - 6月        | 星方武侠アウトロースター      | 本郷みつる                    | 第10スタジオ       |                           |
| 1998年 | 3月 - 10月       | 銀河漂流バイファム13          | 川瀬敏文                      | バイファムスタジオ |                           |
| 1998年 | 4月 - 1999年6月  | カウボーイビバップ            | 渡辺信一郎                    | 第2スタジオ        |                           |
| 1998年 | 4月 - 11月       | ブレンパワード                | 富野由悠季（総）              | 第1スタジオ        |                           |
| 1998年 | 4月 - 7月        | センチメンタルジャーニー      | 片山一良                      | 第6スタジオ        |                           |
| 1998年 | 4月 - 11月       | DTエイトロン                  | アミノテツロー                | 第5スタジオ        |                           |
| 1998年 | 10月 - 1999年3月 | ガサラキ                      | 高橋良輔                      | 第9スタジオ        |                           |
| 1999年 | 1月 - 3月        | 星界の紋章                    | 長岡康史                      | 第5スタジオ        |                           |
| 1999年 | 4月 - 9月        | ベターマン                    | 米たにヨシトモ                | 第7スタジオ        |                           |
| 1999年 | 4月 - 12月       | イソップワールド              | 波多正美 小林三男             | イソップスタジオ   |                           |
| 1999年 | 4月 - 6月        | 星方天使エンジェルリンクス    | 山口祐司                      | 第10スタジオ       |                           |
| 1999年 | 4月 - 2000年4月  | ∀ガンダム                     | 富野由悠季（総）              | 第1スタジオ        | ガンダムシリーズ          |
| 1999年 | 10月 - 2000年3月 | 無限のリヴァイアス            | 谷口悟朗                      | 第9スタジオ        |                           |
| 1999年 | 10月 - 12月      | セラフィムコール              | 望月智充                      | 第8スタジオ        |                           |
| 1999年 | 10月 - 2000年1月 | THE ビッグオー                | 片山一良                      | 第6スタジオ        |                           |

#### 2000年代
| 開始年 | 放送期間          | タイトル                                             | 監督                             | 制作スタジオ       | 備考                                             |
| ------ | ----------------- | ---------------------------------------------------- | -------------------------------- | ------------------ | ------------------------------------------------ |
| 2000年 | 2月 - 2001年9月   | ニャニがニャンだー ニャンダーかめん                  | 芝山努（総） 岩崎知子            | 第8スタジオ        | 初のデジタル制作作品                             |
| 2000年 | 4月 - 7月         | 星界の戦旗                                           | 長岡康史                         | 第5スタジオ        |                                                  |
| 2000年 | 7月 - 2001年2月   | BRIGADOON まりんとメラン                             | 米たにヨシトモ                   | 第7スタジオ        |                                                  |
| 2000年 | 7月 - 11月        | DINOZAURS : THE SERIES                               | 福本潔                           | 第10スタジオ       | 共同制作:OLM Digital、サバン・エンターテイメント |
| 2000年 | 10月 - 2001年6月  | GEAR戦士電童                                         | 福田己津央（総）                 | 第10スタジオ       |                                                  |
| 2000年 | 10月 - 2001年3月  | アルジェントソーマ                                   | 片山一良                         | 第9スタジオ        |                                                  |
| 2000年 | 10月 - 2004年9月  | 犬夜叉                                               | 池田成 青木康直                  | 第1スタジオ        |                                                  |
| 2001年 | 4月 - 9月         | Z.O.E Dolores, i                                     | 渡邊哲哉                         | 第6スタジオ        |                                                  |
| 2001年 | 7月 - 12月        | スクライド                                           | 谷口悟朗                         | 第7スタジオ        |                                                  |
| 2001年 | 7月 - 9月         | 星界の戦旗II                                         | 長岡康史                         | 第5スタジオ        |                                                  |
| 2001年 | 10月 - 2003年1月  | 激闘!クラッシュギアTURBO                             | 井内秀治（総）                   | 第10スタジオ       |                                                  |
| 2002年 | 7月 - 12月        | Witch Hunter ROBIN                                   | 村瀬修功                         | 第7スタジオ        |                                                  |
| 2002年 | 9月 - 2003年3月   | OVERMANキングゲイナー                                | 富野由悠季（総）                 | 第2スタジオ        |                                                  |
| 2002年 | 10月 - 2003年9月  | 機動戦士ガンダムSEED                                 | 福田己津央                       | 第9スタジオ        | ガンダムシリーズ                                 |
| 2003年 | 1月 - 4月         | THE ビッグオー second season                         | 片山一良                         | 第6スタジオ        |                                                  |
| 2003年 | 1月 - 2004年1月   | 出撃!マシンロボレスキュー                            | 神戸守                           | D.I.D.スタジオ     |                                                  |
| 2003年 | 2月 - 2004年1月   | クラッシュギアNitro                                  | アミノテツロー                   | 第10スタジオ       |                                                  |
| 2003年 | 4月 - 2004年3月   | 無限戦記ポトリス                                     | 鴫野彰（総） Nam jongsik（総）   | 第8スタジオ        | 共同制作:同友アニメーション                      |
| 2003年 | 10月 - 2004年4月  | プラネテス                                           | 谷口悟朗                         | 第2スタジオ        |                                                  |
| 2004年 | 1月 - 12月        | SDガンダムフォース                                   | 阿部雄一                         | 谷原スタジオ       | SDガンダムシリーズ                               |
| 2004年 | 4月 - 2011年4月   | ケロロ軍曹                                           | 佐藤順一（総） 山本裕介 近藤信宏 | 第6スタジオ        | ☆                                                |
| 2004年 | 9月 - 2005年9月   | 陰陽大戦記                                           | 菱田正和                         | 第10スタジオ       |                                                  |
| 2004年 | 9月 - 2005年3月   | 舞-HiME                                              | 小原正和                         | 第8スタジオ        |                                                  |
| 2004年 | 10月 - 2005年10月 | 機動戦士ガンダムSEED DESTINY                         | 福田己津央                       | 第3スタジオ        | ガンダムシリーズ                                 |
| 2004年 | 10月 - 2006年3月  | 焼きたて!!ジャぱん                                   | 青木康直                         | 第1スタジオ        |                                                  |
| 2005年 | 2月 - 2007年1月   | まじめにふまじめ かいけつゾロリ                      | 芝山努（総） 亀垣一 加瀬充子     | 第5スタジオ        | 共同制作:亜細亜堂、☆                             |
| 2005年 | 4月 - 6月         | 勇者王ガオガイガーFINAL GRAND GLORIOUS GATHERING     | 米たにヨシトモ（総）             | 谷原スタジオ       | 勇者シリーズ                                     |
| 2005年 | 10月 - 2006年3月  | CLUSTER EDGE                                         | 池田成                           | クラスターエッジ班 |                                                  |
| 2005年 | 10月 - 2006年3月  | 舞-乙HiME                                            | 小原正和                         | 第8スタジオ        |                                                  |
| 2006年 | 4月 - 2010年3月   | 銀魂                                                 | 高松信司 藤田陽一                | 第5スタジオ        | ☆                                                |
| 2006年 | 4月 - 9月         | ゼーガペイン                                         | 下田正美                         | 第9スタジオ        |                                                  |
| 2006年 | 10月 - 2007年3月  | コードギアス 反逆のルルーシュ                        | 谷口悟朗                         | 第4スタジオ        |                                                  |
| 2006年 | 10月 - 2008年2月  | 結界師                                               | こだま兼嗣                       | 第1スタジオ        |                                                  |
| 2007年 | 2月 - 2008年1月   | 古代王者 恐竜キング Dキッズ・アドベンチャー          | 谷田部勝義                       | 第10スタジオ       | ☆                                                |
| 2007年 | 4月 - 9月         | アイドルマスター XENOGLOSSIA                         | 長井龍雪                         | 第8スタジオ        |                                                  |
| 2007年 | 10月 - 2008年3月  | 機動戦士ガンダム00                                   | 水島精二                         | 第3スタジオ        | ガンダムシリーズ                                 |
| 2008年 | 2月 - 8月         | 古代王者 恐竜キング Dキッズ・アドベンチャー 翼竜伝説 | 谷田部勝義                       | 第10スタジオ       | ☆                                                |
| 2008年 | 4月 - 9月         | コードギアス 反逆のルルーシュR2                      | 谷口悟朗                         | 第4スタジオ        |                                                  |
| 2008年 | 9月 - 2009年9月   | バトルスピリッツ 少年突破バシン                      | 本郷みつる                       | 第9スタジオ        | バトルスピリッツシリーズ、☆                      |
| 2008年 | 10月 - 2009年3月  | テイルズ オブ ジ アビス                              | こだま兼嗣                       | 第1スタジオ        | ☆                                                |
| 2008年 | 10月 - 2009年3月  | 機動戦士ガンダム00（セカンドシーズン）               | 水島精二                         | 第3スタジオ        | ガンダムシリーズ                                 |
| 2009年 | 1月 - 6月         | 宇宙をかける少女                                     | 小原正和                         | 第8スタジオ        |                                                  |
| 2009年 | 1月 - 6月         | 黒神 The Animation                                   | 小林常夫                         | 第11スタジオ       |                                                  |
| 2009年 | 9月 - 2010年9月   | バトルスピリッツ 少年激覇ダン                        | 西森章                           | 第9スタジオ        | バトルスピリッツシリーズ、☆                      |
| 2009年 | 10月 - 2010年4月  | 犬夜叉 完結編                                        | 青木康直                         | 第1スタジオ        |                                                  |
| 2009年 | 12月              | ヒピラくん                                           | 木村真二                         | 荻窪スタジオ       |                                                  |

#### 2010年代
| 開始年 | 放送期間         | タイトル                                     | 監督                    | 制作スタジオ             | 備考                                         |
| ------ | ---------------- | -------------------------------------------- | ----------------------- | ------------------------ | -------------------------------------------- |
| 2010年 | 4月 - 2011年3月  | SDガンダム三国伝 Brave Battle Warriors       | 森邦宏 鈴木健一         | 荻窪スタジオ             | SDガンダムシリーズ                           |
| 2010年 | 4月 - 2011年4月  | ケロロ軍曹乙                                 | 近藤信宏                | 第6スタジオ              | ☆                                            |
| 2010年 | 9月 - 2011年9月  | バトルスピリッツ ブレイヴ                    | 西森章                  | 第9スタジオ              | バトルスピリッツシリーズ、☆                  |
| 2011年 | 4月 - 9月        | TIGER & BUNNY                                | さとうけいいち          | 第6スタジオ              | ☆                                            |
| 2011年 | 4月 - 2012年3月  | 銀魂'                                        | 藤田陽一                | 第5スタジオ              | ☆                                            |
| 2011年 | 7月 - 9月        | セイクリッドセブン                           | 大橋誉志光              | 第7スタジオ              |                                              |
| 2011年 | 9月 - 2012年9月  | バトルスピリッツ 覇王                        | 西森章 渡辺正樹         | 第9スタジオ              | バトルスピリッツシリーズ、☆                  |
| 2011年 | 10月 - 12月      | 境界線上のホライゾン                         | 小野学                  | 第8スタジオ              |                                              |
| 2011年 | 10月 - 2012年4月 | ファイ・ブレイン 神のパズル                  | 佐藤順一                | 第10スタジオ             | ☆                                            |
| 2011年 | 10月 - 2012年9月 | 機動戦士ガンダムAGE                          | 山口晋                  | 第3スタジオ              | ガンダムシリーズ、企画協力:レベルファイブ    |
| 2012年 | 1月 - 3月        | 男子高校生の日常                             | 高松信司                | 第10スタジオ             |                                              |
| 2012年 | 4月 - 9月        | アクセル・ワールド                           | 小原正和                | 第8スタジオ              |                                              |
| 2012年 | 4月 - 6月        | 夏色キセキ                                   | 水島精二                | 第11スタジオ             |                                              |
| 2012年 | 4月 - 9月        | ファイ・ブレイン 神のパズル（第2シリーズ）   | 遠藤広隆                | 第10スタジオ             | ☆                                            |
| 2012年 | 7月 - 9月        | 貧乏神が!                                    | 藤田陽一                | 第10スタジオ             |                                              |
| 2012年 | 7月 - 9月        | 境界線上のホライゾンII                       | 小野学                  | 第8スタジオ              |                                              |
| 2012年 | 9月 - 2013年9月  | バトルスピリッツ ソードアイズ                | 渡辺正樹                | 第9スタジオ              | バトルスピリッツシリーズ、☆                  |
| 2012年 | 10月 - 2013年3月 | 銀魂'延長戦                                  | 藤田陽一                | 第5スタジオ              | ☆                                            |
| 2012年 | 10月 - 2016年3月 | アイカツ!                                    | 木村隆一                | 第9スタジオ →第5スタジオ | 制作協力:テレコム・アニメーションフィルム、☆ |
| 2013年 | 1月 - 3月        | ラブライブ!                                  | 京極尚彦                | 第8スタジオ              | ラブライブ!シリーズ                          |
| 2013年 | 4月 - 12月       | 革命機ヴァルヴレイヴ                         | 松尾衡                  | 練馬スタジオ             |                                              |
| 2013年 | 9月 - 2014年9月  | 最強銀河 究極ゼロ 〜バトルスピリッツ〜       | 渡辺正樹                | 第9スタジオ              | バトルスピリッツシリーズ、☆                  |
| 2013年 | 10月 - 2014年3月 | ファイ・ブレイン 神のパズル（第3シリーズ）   | 遠藤広隆                | 第10スタジオ             | ☆                                            |
| 2013年 | 10月 - 2014年3月 | ガンダムビルドファイターズ                   | 長崎健司                | 第3スタジオ              | ガンダムビルドシリーズ                       |
| 2014年 | 1月 - 3月        | バディ・コンプレックス                       | 田辺泰裕                | 第8スタジオ              |                                              |
| 2014年 | 3月 - 9月        | ケロロ 〜keroro〜                            | 春日森春木              | N/A                      | 制作協力:ギャザリング、☆                     |
| 2014年 | 4月 - 6月        | ラブライブ!（第2期）                         | 京極尚彦                | 第8スタジオ              | ラブライブ!シリーズ                          |
| 2014年 | 7月 - 9月        | ガンダムさん                                 | まんきゅう              | 第6スタジオ              | ガンダムシリーズ、制作協力:ギャザリング      |
| 2014年 | 9月 - 2015年10月 | トライブクルクル                             | 藤森雅也                | N/A                      | 制作協力:亜細亜堂、DR MOVIE、☆               |
| 2014年 | 10月 - 2015年3月 | ガンダム Gのレコンギスタ                     | 富野由悠季（総）        | 第1スタジオ              | ガンダムシリーズ                             |
| 2014年 | 10月 - 2015年3月 | クロスアンジュ 天使と竜の輪舞                | 芦野芳晴                | 練馬スタジオ             |                                              |
| 2014年 | 10月 - 2015年4月 | ガンダムビルドファイターズトライ             | 綿田慎也                | 第3スタジオ              | ガンダムビルドシリーズ                       |
| 2015年 | 10月 - 2016年3月 | 機動戦士ガンダム 鉄血のオルフェンズ          | 長井龍雪                | 第3スタジオ              | ガンダムシリーズ                             |
| 2016年 | 4月 - 9月        | 機動戦士ガンダムユニコーン RE:0096           | 古橋一浩                | 第1スタジオ              | ガンダムシリーズ                             |
| 2016年 | 7月 - 9月        | ラブライブ!サンシャイン!!                    | 酒井和男                | 第8スタジオ              | ラブライブ!シリーズ                          |
| 2016年 | 10月 - 2017年4月 | 機動戦士ガンダム 鉄血のオルフェンズ（第2期） | 長井龍雪                | 第3スタジオ              | ガンダムシリーズ                             |
| 2016年 | 10月 - 12月      | マジきゅんっ!ルネッサンス                    | 山﨑みつえ              | 第10スタジオ             |                                              |
| 2016年 | 10月 - 2017年4月 | クラシカロイド                               | 藤田陽一                | N/A                      | ☆                                            |
| 2017年 | 10月 - 12月      | ラブライブ!サンシャイン!!（第2期）           | 酒井和男                | 第8スタジオ              | ラブライブ!シリーズ                          |
| 2018年 | 4月 - 9月        | ガンダムビルドダイバーズ                     | 綿田慎也                | N/A                      | ガンダムビルドシリーズ                       |
| 2018年 | 9月 - 12月       | DOUBLE DECKER! ダグ&キリル                   | 古田丈司                | 第6スタジオ              |                                              |
| 2019年 | 4月 - 8月        | 機動戦士ガンダム THE ORIGIN 前夜 赤い彗星    | 安彦良和（総） 今西隆志 | N/A                      | ガンダムシリーズ                             |

#### 2020年代
| 開始年 | 放送期間         | タイトル                                                 | 監督           | 制作スタジオ | 備考                                       |
| ------ | ---------------- | -------------------------------------------------------- | -------------- | ------------ | ------------------------------------------ |
| 2020年 | 4月 - 6月        | 波よ聞いてくれ                                           | 南川達馬       | 第2スタジオ  |                                            |
| 2020年 | 10月 - 2021年3月 | 半妖の夜叉姫 壱の章                                      | 佐藤照雄       | 第1スタジオ  |                                            |
| 2020年 | 10月 - 12月      | ラブライブ!虹ヶ咲学園スクールアイドル同好会              | 河村智之       | 第2スタジオ  | ラブライブ!シリーズ                        |
| 2021年 | 4月 - 9月        | SDガンダムワールド ヒーローズ                            | 池添隆博       | N/A          | SDガンダムシリーズ                         |
| 2021年 | 7月 - 12月       | SCARLET NEXUS                                            | 西村博之       | N/A          |                                            |
| 2021年 | 7月 - 10月       | ラブライブ!スーパースター!!                              | 京極尚彦       | 第2スタジオ  | ラブライブ!シリーズ                        |
| 2021年 | 10月 - 2022年3月 | 半妖の夜叉姫 弐の章                                      | 菱田正和       | 第1スタジオ  |                                            |
| 2022年 | 4月 - 6月        | ラブライブ!虹ヶ咲学園スクールアイドル同好会（第2期）     | 河村智之       | 第2スタジオ  | ラブライブ!シリーズ                        |
| 2022年 | 7月 - 10月       | ラブライブ!スーパースター!!（第2期）                     | 京極尚彦       | 第2スタジオ  | ラブライブ!シリーズ                        |
| 2022年 | 10月 - 2023年1月 | 機動戦士ガンダム 水星の魔女                              | 小林寛         | 第3スタジオ  | ガンダムシリーズ                           |
| 2023年 | 1月 - 3月        | にじよん あにめーしょん                                  | ほりうちゆうや | 第2スタジオ  | ラブライブ!シリーズ                        |
| 2023年 | 4月 - 7月        | 機動戦士ガンダム 水星の魔女（Season2）                   | 小林寛         | 第3スタジオ  | ガンダムシリーズ                           |
| 2023年 | 7月 - 9月        | 幻日のヨハネ -SUNSHINE in the MIRROR-                    | 中谷亜沙美     | 第2スタジオ  | ラブライブ!シリーズ                        |
| 2024年 | 4月 - 6月        | にじよん あにめーしょん2                                 | ほりうちゆうや | 第2スタジオ  | ラブライブ!シリーズ                        |
| 2024年 | 10月 - 12月      | ラブライブ!スーパースター!!（第3期）                     | 京極尚彦       | 第2スタジオ  | ラブライブ!シリーズ                        |
| 2025年 | 4月 - 6月        | 機動戦士Gundam GQuuuuuuX                                 | 鶴巻和哉       |              | ガンダムシリーズ、共同制作：スタジオカラー |
| 2025年 | 4月 - 6月        | 前橋ウィッチーズ                                         | 山元隼一       |              |                                            |
| 2025年 | 10月 -           | 暗殺者である俺のステータスが勇者よりも明らかに強いのだが | 羽原信義       |              |                                            |
| 2026年 | 1月 -            | 鎧真伝サムライトルーパー                                 | 藤田陽一       |              | 鎧伝サムライトルーパーシリーズ             |
| 2026年 | 春 -             | MAO                                                      | 佐藤照雄       |              |                                            |

#### 単発テレビスペシャル
| 放映年 | 放映日            | タイトル                                                             | 制作スタジオ | 備考                   |
| ------ | ----------------- | -------------------------------------------------------------------- | ------------ | ---------------------- |
| 1982年 | 5月5日            | 白い牙 ホワイトファング物語                                          | 白い牙班     |                        |
| 1990年 | 4月3日            | オバタリアン                                                         | 第3スタジオ  |                        |
| 1994年 | 1月2日            | 死にぞこない係長                                                     | 第3スタジオ  |                        |
| 1995年 | 2月19日           | 闇夜の時代劇 老ノ坂/正体を見る                                       | 新規事業部   |                        |
| 1996年 | 1月5日            | シティーハンタースペシャル ザ・シークレットサービス                  | 第3スタジオ  |                        |
| 1996年 | 3月3日            | 沈黙の艦隊                                                           | 第3スタジオ  |                        |
| 1997年 | 4月25日           | シティーハンタースペシャル グッド・バイ・マイ・スイート・ハート      | 第6スタジオ  |                        |
| 1999年 | 4月23日           | シティーハンター 緊急生中継!? 凶悪犯冴羽獠の最期                     | 第8スタジオ  |                        |
| 2000年 | 4月7日            | 星界の断章 -誕生-                                                    | 第5スタジオ  |                        |
| 2004年 | 3月22日 - 3月23日 | 機動戦士ガンダムSEED －虚空の戦場－                                  | 第9スタジオ  | ガンダムシリーズ       |
| 2004年 | 7月27日 - 7月28日 | 機動戦士ガンダムSEED －遥かなる暁－                                  | N/A          | ガンダムシリーズ       |
| 2005年 | 8月28日           | ほとり〜たださいわいを希う。〜                                       | 荻窪スタジオ |                        |
| 2005年 | 12月25日          | 機動戦士ガンダム SEED DESTINY FINAL PLUS〜選ばれた未来〜             | 第3スタジオ  | ガンダムシリーズ       |
| 2006年 | 5月1日 - 5月2日   | 機動戦士ガンダムSEED DESTINY スペシャルエディション 砕かれた世界     | 第3スタジオ  | ガンダムシリーズ       |
| 2006年 | 7月30日           | 機動戦士ガンダムSEED DESTINY スペシャルエディションII それぞれの剣   | 第3スタジオ  | ガンダムシリーズ       |
| 2006年 | 10月8日           | 機動戦士ガンダムSEED DESTINY スペシャルエディションIII 運命の業火    | 第3スタジオ  | ガンダムシリーズ       |
| 2007年 | 1月7日            | 機動戦士ガンダムSEED DESTINY スペシャルエディション完結編 自由の代償 | 第3スタジオ  | ガンダムシリーズ       |
| 2007年 | 7月29日           | コードギアス 反逆のルルーシュ                                        | 第4スタジオ  | 第24・25話             |
| 2014年 | 9月29日           | バディ・コンプレックス 完結編 -あの空に還る未来で-                   | 第8スタジオ  | 前編・後編             |
| 2014年 | 9月30日           | バディ・コンプレックス 完結編 -あの空に還る未来で-                   | 第8スタジオ  | 前編・後編             |
| 2016年 | 8月21日           | ガンダムビルドファイターズトライ アイランド・ウォーズ                | 第3スタジオ  | ガンダムビルドシリーズ |

### 劇場アニメ

#### 1980年代（劇場）
| 公開年 | タイトル                                | 監督                    | 制作スタジオ   | 備考               |
| ------ | --------------------------------------- | ----------------------- | -------------- | ------------------ |
| 1981年 | 機動戦士ガンダム                        | 富野喜幸（総） 藤原良二 | 井荻スタジオ   | ガンダムシリーズ   |
| 1981年 | 機動戦士ガンダムII 哀・戦士編           | 富野喜幸（総）          | 井荻スタジオ   | ガンダムシリーズ   |
| 1982年 | 機動戦士ガンダムIII めぐりあい宇宙編    | 富野喜幸（総）          | 第3スタジオ    | ガンダムシリーズ   |
| 1982年 | 伝説巨神イデオン 接触篇                 | 富野喜幸（総） 滝沢敏文 | 第3スタジオ    |                    |
| 1982年 | 伝説巨神イデオン 発動篇                 | 富野喜幸（総） 滝沢敏文 | 第3スタジオ    |                    |
| 1983年 | クラッシャージョウ                      | 安彦良和                | 第4スタジオ    |                    |
| 1983年 | ザブングルグラフィティ                  | 富野由悠季              | 第2スタジオ    |                    |
| 1983年 | ドキュメント 太陽の牙ダグラム           | 高橋良輔                | 劇場ダグラム班 |                    |
| 1983年 | チョロQダグラム                         | N/A                     | 劇場ダグラム班 |                    |
| 1986年 | アリオン                                | 安彦良和                | 第1スタジオ    |                    |
| 1987年 | ダーティペア                            | 真下耕一                | 第1スタジオ    |                    |
| 1987年 | バツ&テリー                             | アミノテツロー          | 第3スタジオ    |                    |
| 1988年 | 機動戦士ガンダム 逆襲のシャア           | 富野由悠季              | 第2スタジオ    | ガンダムシリーズ   |
| 1989年 | ファイブスター物語                      | やまざきかずお          | N/A            | 制作:角川書店      |
| 1989年 | シティーハンター 愛と宿命のマグナム     | こだま兼嗣              | 第3スタジオ    |                    |
| 1989年 | 機動戦士SDガンダムMk-〇、嵐を呼ぶ学園祭 | N/A                     | 第5スタジオ    | SDガンダムシリーズ |
| 1989年 | SD戦国伝 暴終空城の章                   | アミノテツロー          | 第5スタジオ    | SDガンダムシリーズ |

#### 1990年代（劇場）
| 公開年 | タイトル                                                                                   | 監督           | 制作スタジオ | 備考               |
| ------ | ------------------------------------------------------------------------------------------ | -------------- | ------------ | ------------------ |
| 1990年 | シティーハンター ベイシティウォーズ                                                        | こだま兼嗣     | 第3スタジオ  |                    |
| 1990年 | シティーハンター 百万ドルの陰謀                                                            | こだま兼嗣     | 第3スタジオ  |                    |
| 1991年 | 機動戦士ガンダムF91                                                                        | 富野由悠季     | 第2スタジオ  | ガンダムシリーズ   |
| 1991年 | 武者・騎士・コマンド SDガンダム緊急出撃                                                    | 神田武幸       | 第5スタジオ  | SDガンダムシリーズ |
| 1992年 | 機動戦士ガンダム0083 ジオンの残光                                                          | 今西隆志       | 第3スタジオ  | ガンダムシリーズ   |
| 1993年 | SDコマンド戦記 ガンダムフォース スーパーGアームズ ファイナルフォーミュラーVSノウムギャザー | アミノテツロー | 第3スタジオ  | SDガンダムシリーズ |
| 1993年 | SD戦国伝 天下泰平編                                                                        | 今西隆志       | 第3スタジオ  | SDガンダムシリーズ |
| 1993年 | SDガンダム外伝 聖機兵物語 第1章・第2章                                                     | アミノテツロー | 第1スタジオ  | SDガンダムシリーズ |
| 1998年 | 機動戦士ガンダム 第08MS小隊 ミラーズ・リポート                                             | 加瀬充子       | 第3スタジオ  | ガンダムシリーズ   |
| 1998年 | 新機動戦記ガンダムW Endless Waltz 特別篇                                                   | 青木康直       | 第1スタジオ  | ガンダムシリーズ   |
| 1999年 | め組の大吾 火事場のバカヤロー                                                              | 西澤晋         | 第5スタジオ  |                    |

#### 2000年代（劇場）
| 公開年 | タイトル                                                                                                 | 監督                  | 制作スタジオ     | 備考                      |
| ------ | --- | --------------------- | ---------------- | ------------------------- |
| 2000年 | エスカフローネ                                                                                           | 赤根和樹              | 第2スタジオ      | 制作協力:ボンズ           |
| 2001年 | カウボーイビバップ 天国の扉                                                                              | 渡辺信一郎            | 第2スタジオ      | アニメーション制作:ボンズ |
| 2001年 | 犬夜叉 時代を越える想い                                                                                  | 篠原俊哉              | 第5スタジオ      |                           |
| 2002年 | ∀ガンダムI 地球光                                                                                        | 富野由悠季            | 第1スタジオ      | ガンダムシリーズ          |
| 2002年 | ∀ガンダムII 月光蝶                                                                                       | 富野由悠季            | 第1スタジオ      | ガンダムシリーズ          |
| 2002年 | 激闘!クラッシュギアTURBO カイザバーンの挑戦                                                              | 井内秀治（総）        | 第10スタジオ     |                           |
| 2002年 | 犬夜叉 鏡の中の夢幻城                                                                                    | 篠原俊哉              | 第5スタジオ      |                           |
| 2003年 | 犬夜叉 天下覇道の剣                                                                                      | 篠原俊哉              | 第5スタジオ      |                           |
| 2004年 | スチームボーイ                                                                                           | 大友克洋              | 荻窪スタジオ     |                           |
| 2004年 | 犬夜叉 紅蓮の蓬莱島                                                                                      | 篠原俊哉              | 第5スタジオ      |                           |
| 2005年 | 機動戦士Ζガンダム A New Translation -星を継ぐ者-                                                         | 富野由悠季（総）      | 第7スタジオ      | ガンダムシリーズ          |
| 2005年 | 機動戦士ΖガンダムII A New Translation -恋人たち-                                                         | 富野由悠季（総）      | 第7スタジオ      | ガンダムシリーズ          |
| 2006年 | 機動戦士ΖガンダムIII A New Translation -星の鼓動は愛-                                                    | 富野由悠季（総）      | 第7スタジオ      | ガンダムシリーズ          |
| 2006年 | 超劇場版ケロロ軍曹                                                                                       | 近藤信宏              | 第6スタジオ      | ケロロ軍曹シリーズ、☆     |
| 2006年 | まじめにふまじめ かいけつゾロリ なぞのお宝大さくせん                                                     | 亀垣一                | 第5スタジオ      | 共同制作:亜細亜堂、☆      |
| 2007年 | 超劇場版ケロロ軍曹2 深海のプリンセスであります!/ちびケロ ケロボールの秘密!?                              | 山口晋                | 第6スタジオ      | ケロロ軍曹シリーズ、☆     |
| 2007年 | 新SOS大東京探検隊                                                                                        | 高木真司              | 荻窪スタジオ     |                           |
| 2008年 | 超劇場版ケロロ軍曹3 ケロロ対ケロロ天空大決戦であります!/武者ケロ お披露目!戦国ラン星（スター）大バトル!! | 山口晋                | 第6スタジオ      | ケロロ軍曹シリーズ、☆     |
| 2009年 | 超劇場版ケロロ軍曹 撃侵ドラゴンウォリアーズであります!/ケロ0 出発だよ! 全員集合!!                        | 佐藤順一（総） 山口晋 | 第6スタジオ      | ケロロ軍曹シリーズ、☆     |
| 2009年 | 装甲騎兵ボトムズ ペールゼン・ファイルズ 劇場版                                                           | 高橋良輔              | ボトムズスタジオ |                           |

#### 2010年代（劇場）
| 公開年 | タイトル                                                         | 監督                                    | 制作スタジオ       | 備考                                     |
| ------ | ---------------------------------------------------------------- | --------------------------------------- | ------------------ | ---------------------------------------- |
| 2010年 | 超劇場版ケロロ軍曹 誕生!究極ケロロ 奇跡の時空島であります!!      | 佐藤順一（総） 山口晋                   | 第6スタジオ        | ケロロ軍曹シリーズ、共同制作:ブリッジ、☆ |
| 2010年 | 超電影版SDガンダム三国伝 Brave Battle Warriors                   | 森邦宏 鈴木健一                         | N/A                | SDガンダムシリーズ                       |
| 2010年 | 劇場版 銀魂 新訳紅桜編                                           | 高松信司                                | 第5スタジオ        | 銀魂シリーズ、☆                          |
| 2010年 | いばらの王 -King of Thorn-                                       | 片山一良                                | 荻窪スタジオ       |                                          |
| 2010年 | カラフル                                                         | 原恵一                                  | N/A                | アニメーション制作:アセンション          |
| 2010年 | 劇場版 機動戦士ガンダム00 -A wakening of the Trailblazer-        | 水島精二                                | 第3スタジオ        | ガンダムシリーズ                         |
| 2011年 | スクライド オルタレイションTAO                                   | 谷口悟朗                                | スクライドスタジオ |                                          |
| 2012年 | スクライド オルタレイションQUAN                                  | 谷口悟朗                                | スクライドスタジオ |                                          |
| 2012年 | 劇場版 TIGER & BUNNY -The Beginning-                             | 米たにヨシトモ                          | 第6スタジオ        | ☆                                        |
| 2012年 | 映画かいけつゾロリ だ・だ・だ・だいぼうけん!                     | 岩崎知子                                | 第5スタジオ        | 共同制作:亜細亜堂、☆                     |
| 2012年 | ねらわれた学園                                                   | 中村亮介                                | 第8スタジオ        |                                          |
| 2013年 | 劇場版 銀魂 完結篇 万事屋よ永遠なれ                              | 藤田陽一                                | 第5スタジオ        | 銀魂シリーズ、☆                          |
| 2013年 | 映画かいけつゾロリ まもるぜ!きょうりゅうのたまご                 | 岩崎知子                                | 第5スタジオ        | 共同制作:亜細亜堂、☆                     |
| 2013年 | SHORT PEACE                                                      | 森田修平 大友克洋 安藤裕章 カトキハジメ | 練馬スタジオ       |                                          |
| 2014年 | 劇場版 TIGER & BUNNY -The Rising-                                | 米たにヨシトモ                          | 第6スタジオ        | ☆                                        |
| 2014年 | 劇場版アイカツ!                                                  | 木村隆一（総） 矢野雄一郎               | 第5スタジオ        | ☆                                        |
| 2015年 | 百日紅 〜Miss HOKUSAI〜                                          | 原恵一                                  | N/A                | 制作:Production I.G                      |
| 2015年 | ラブライブ!The School Idol Movie                                 | 京極尚彦                                | 第8スタジオ        | ラブライブ!シリーズ                      |
| 2016年 | 機動戦士ガンダム サンダーボルト DECEMBER SKY                     | 松尾衡                                  | N/A                | ガンダムシリーズ                         |
| 2016年 | アクセル・ワールド INFINITE∞BURST                                | 小原正和                                | 第8スタジオ        |                                          |
| 2016年 | ゼーガペインADP                                                  | 下田正美                                | 第7スタジオ        |                                          |
| 2017年 | コードギアス 反逆のルルーシュ I 興道                             | 谷口悟朗                                | 練馬スタジオ       |                                          |
| 2017年 | 機動戦士ガンダム サンダーボルト BANDIT FLOWER                    | 松尾衡                                  | N/A                | ガンダムシリーズ                         |
| 2017年 | 機動戦士ガンダム Twilight AXIS 赤き残影                          | 金世俊                                  | N/A                | ガンダムシリーズ                         |
| 2018年 | コードギアス 反逆のルルーシュ II 叛道                            | 谷口悟朗                                | 練馬スタジオ       |                                          |
| 2018年 | コードギアス 反逆のルルーシュ III 皇道                           | 谷口悟朗                                | 練馬スタジオ       |                                          |
| 2018年 | 機動戦士ガンダムNT                                               | 吉沢俊一                                | 第1スタジオ        | ガンダムシリーズ                         |
| 2019年 | ラブライブ!サンシャイン!! The School Idol Movie Over the Rainbow | 酒井和男                                | 第8スタジオ        | ラブライブ!シリーズ                      |
| 2019年 | 劇場版シティーハンター <新宿プライベート・アイズ>                | こだま兼嗣（総）                        | 第1スタジオ        |                                          |
| 2019年 | コードギアス 復活のルルーシュ                                    | 谷口悟朗                                | 練馬スタジオ       |                                          |
| 2019年 | 劇場版『Gのレコンギスタ I』「行け！コア・ファイター」            | 富野由悠季（総）                        | N/A                | ガンダムシリーズ                         |

#### 2020年代（劇場）
| 公開年 | タイトル                                                         | 監督                      | 制作スタジオ | 備考                                                    |
| ------ | ---------------------------------------------------------------- | ------------------------- | ------------ | ------------------------------------------------------- |
| 2020年 | 劇場版『Gのレコンギスタ II』「ベルリ 撃進」                      | 富野由悠季（総）          | N/A          | ガンダムシリーズ                                        |
| 2021年 | 機動戦士ガンダム 閃光のハサウェイ                                | 村瀬修功                  | 第1スタジオ  | ガンダムシリーズ                                        |
| 2021年 | 劇場版『Gのレコンギスタ III』「宇宙からの遺産」                  | 富野由悠季（総）          | N/A          | ガンダムシリーズ                                        |
| 2022年 | 機動戦士ガンダム ククルス・ドアンの島                            | 安彦良和                  | N/A          | ガンダムシリーズ                                        |
| 2022年 | 劇場版『Gのレコンギスタ IV』「激闘に叫ぶ愛」                     | 富野由悠季（総）          | N/A          | ガンダムシリーズ                                        |
| 2022年 | 劇場版『Gのレコンギスタ V』「死線を越えて」                      | 富野由悠季（総）          | N/A          | ガンダムシリーズ                                        |
| 2023年 | SAND LAND                                                        | 横嶋俊久                  | N/A          | 共同制作:神風動画、ANIMA                                |
| 2023年 | 劇場版シティーハンター 天使の涙                                  | こだま兼嗣（総） 竹内一義 | N/A          | 共同制作:アンサー・スタジオ                             |
| 2024年 | 機動戦士ガンダムSEED FREEDOM                                     | 福田己津央                | N/A          | ガンダムシリーズ                                        |
| 2024年 | コードギアス 奪還のロゼ                                          | 大橋誉志光                | N/A          |                                                         |
| 2024年 | ゼーガペインSTA                                                  | 下田正美                  | N/A          |                                                         |
| 2024年 | 映画 ラブライブ!虹ヶ咲学園スクールアイドル同好会 完結編（第1章） | 河村智之                  | 第2スタジオ  | ラブライブ!シリーズ                                     |
| 2025年 | 機動戦士Gundam GQuuuuuuX -Beginning-                             | 鶴巻和哉                  | N/A          | ガンダムシリーズ（劇場先行版）、共同制作:スタジオカラー |
| 2025年 | 映画 ラブライブ!虹ヶ咲学園スクールアイドル同好会 完結編（第2章） | 河村智之                  | 第2スタジオ  | ラブライブ!シリーズ                                     |
| 未公表 | 機動戦士ガンダム 閃光のハサウェイ キルケーの魔女                 | 村瀬修功                  | 第1スタジオ  | ガンダムシリーズ                                        |
| 未公表 | ORBITAL ERA                                                      | 大友克洋                  |              |                                                         |

### OVA
※テレビシリーズの総集編はほぼ除外

#### 1980年代（OVA）
| 発売年 | タイトル                                                   | 制作スタジオ                    | 備考    |
| ------ | ---------------------------------------------------------- | ------------------------------- | ------- |
| 1984年 | 銀河漂流バイファム                                         | 第3スタジオ                     | -1985年 |
| 1985年 | 装甲騎兵ボトムズ ザ・ラストレッドショルダー                | 第1スタジオ                     |         |
| 1985年 | ダーティペアの大勝負 ノーランディアの謎                    | 第1スタジオ                     |         |
| 1986年 | 装甲騎兵ボトムズ ビッグバトル                              | 第4スタジオ                     |         |
| 1986年 | 機甲界ガリアン PartIII 鉄の紋章                            | 第4スタジオ                     |         |
| 1986年 | 蒼き流星SPTレイズナー ACT-III 刻印2000                     | 第3スタジオ                     |         |
| 1987年 | ダーティペア ラブリーエンジェルより愛をこめて              | 第4スタジオ                     |         |
| 1987年 | 重戦機エルガイムIII フルメタルソルジャー                   | 第7スタジオ                     |         |
| 1987年 | DEAD HEAT                                                  | 第2スタジオ                     |         |
| 1987年 | ダーティペア                                               | 第1スタジオ                     | -1988年 |
| 1988年 | New Story of Aura Battler DUNBINE                          | 第1スタジオ                     |         |
| 1988年 | 装甲騎兵ボトムズ レッドショルダードキュメント 野望のルーツ | 第7スタジオ                     |         |
| 1988年 | 機動戦士SDガンダム                                         | 第5スタジオ                     |         |
| 1988年 | 宇宙の戦士                                                 | 第5スタジオ                     |         |
| 1988年 | 機甲猟兵メロウリンク                                       | 第1スタジオ                     | -1989年 |
| 1989年 | 機動戦士SDガンダム MARK-II                                 | 第5スタジオ                     |         |
| 1989年 | クラッシャージョウ                                         | 第1スタジオ                     |         |
| 1989年 | 機動戦士ガンダム0080 ポケットの中の戦争                    | 第5スタジオ                     |         |
| 1989年 | 鎧伝サムライトルーパー                                     | サムライスタジオ（第0スタジオ） | -1991年 |
| 1989年 | 真魔神英雄伝ワタル 魔神山編                                | 第7スタジオ                     |         |

#### 1990年代（OVA）
| 発売年 | タイトル                                              | 制作スタジオ            | 備考                             |
| ------ | ----------------------------------------------------- | ----------------------- | -------------------------------- |
| 1990年 | 機動戦士SDガンダム MARK-III                           | 第5スタジオ             |                                  |
| 1990年 | 機動戦士SDガンダム MARK-IV                            | 第5スタジオ             |                                  |
| 1990年 | 機動戦士SDガンダム MARK-V                             | 第5スタジオ             |                                  |
| 1990年 | ダーティペア 謀略の005便                              | 第1スタジオ             |                                  |
| 1990年 | SDガンダム外伝                                        | 第5スタジオ             | -1991年                          |
| 1990年 | 魔動王グランゾート 最後のマジカル大戦                 | 第7スタジオ             |                                  |
| 1990年 | 機動警察パトレイバー                                  | 第1スタジオ             | -1992年、制作:バンダイ、東北新社 |
| 1991年 | 機動戦士SDガンダム パパルの暁                         | 第3スタジオ             | -1992年                          |
| 1991年 | 機動戦士ガンダム0083 STARDUST MEMORY                  | 第3スタジオ             | -1992年                          |
| 1992年 | 魔動王グランゾート 冒険編                             | 第7スタジオ             |                                  |
| 1992年 | 絶対無敵ライジンオー                                  | 第5スタジオ 第1スタジオ | -1993年                          |
| 1992年 | 新世紀GPXサイバーフォーミュラ11                       | 第7スタジオ             | -1993年                          |
| 1993年 | 魔神英雄伝ワタル 終わりなき時の物語                   | 第7スタジオ             | -1994年                          |
| 1994年 | ダーティペアFLASH                                     | 第2スタジオ             |                                  |
| 1994年 | 装甲騎兵ボトムズ 赫奕たる異端                         | 第5スタジオ             |                                  |
| 1994年 | 新世紀GPXサイバーフォーミュラZERO                     | 第7スタジオ             | -1995年                          |
| 1994年 | 覇王大系リューナイト アデュー・レジェンド             | 第1スタジオ             | -1995年                          |
| 1994年 | 疾風!アイアンリーガー 銀光の旗の下に                  | 第3スタジオ             | -1995年                          |
| 1995年 | 闇夜の時代劇 甚助の耳/幕末洛中瓦版                    | 新規事業部              |                                  |
| 1995年 | ダーティペアFLASH2                                    | 第5スタジオ             |                                  |
| 1995年 | 覇王大系リューナイト アデュー・レジェンドII           | 第1スタジオ             | -1996年                          |
| 1995年 | ダーティペアFLASH3                                    | 第5スタジオ             | -1996年                          |
| 1996年 | 機動戦士ガンダム 第08MS小隊                           | 第3スタジオ             | -1999年                          |
| 1996年 | 新世紀GPXサイバーフォーミュラSAGA                     | 第10スタジオ            | -1997年                          |
| 1996年 | 覇王大系リューナイト アデュー・レジェンド・ファイナル | 第1スタジオ             |                                  |
| 1997年 | 新機動戦記ガンダムW Endless Waltz                     | 第1スタジオ             |                                  |
| 1997年 | 沈黙の艦隊                                            | 第9スタジオ             | -1998年                          |
| 1997年 | 勇者指令ダグオン 水晶の瞳の少年                       | 第7スタジオ             |                                  |
| 1998年 | ダイノゾーン                                          | D.I.D.スタジオ          |                                  |
| 1998年 | 新世紀GPXサイバーフォーミュラSIN                      | 第10スタジオ            | -2000年                          |
| 1999年 | 思春期美少女合体ロボ ジーマイン                       | 第8スタジオ             |                                  |

#### 2000年代（OVA）
| 発売年 | タイトル                                | 制作スタジオ     | 備考                                           |
| ------ | --------------------------------------- | ---------------- | ---------------------------------------------- |
| 2000年 | 勇者王ガオガイガーFINAL                 | 第7スタジオ      | -2003年                                        |
| 2001年 | Z.O.E 2167 IDOLO                        | 第6スタジオ      |                                                |
| 2001年 | アフロ犬                                | D.I.D.スタジオ   |                                                |
| 2003年 | かげろうかーくん                        | N/A              | 共同制作:トムス・エンタテインメント            |
| 2004年 | 機動戦士ガンダム MS IGLOO 1年戦争秘録   | D.I.D.スタジオ   |                                                |
| 2005年 | 星界の戦旗III                           | 第5スタジオ      |                                                |
| 2006年 | 機動戦士ガンダム MS IGLOO 黙示録0079    | D.I.D.スタジオ   |                                                |
| 2006年 | 機動戦士ガンダムSEED C.E.73 STARGAZER   | 第3スタジオ      |                                                |
| 2006年 | 舞-乙HiME Zwei                          | 第8スタジオ      |                                                |
| 2006年 | FREEDOM                                 | 荻窪スタジオ     | -2008年                                        |
| 2007年 | 装甲騎兵ボトムズ ペールゼン・ファイルズ | ボトムズスタジオ | -2008年、アニメーション制作:アンサー・スタジオ |
| 2008年 | 舞-乙HiME 0〜S.ifr〜                    | 第8スタジオ      |                                                |
| 2008年 | 機動戦士ガンダム MS IGLOO2 重力戦線     | D.I.D.スタジオ   | -2009年                                        |

#### 2010年代（OVA）
| 発売年 | タイトル                                               | 制作スタジオ     | 備考    |
| ------ | ------------------------------------------------------ | ---------------- | ------- |
| 2010年 | うる星やつら ザ・障害物水泳大会                        | N/A              |         |
| 2010年 | らんま1/2 悪夢!春眠香                                  | N/A              |         |
| 2010年 | 犬夜叉 黒い鉄砕牙                                      | N/A              |         |
| 2010年 | 機動戦士ガンダムUC                                     | 第1スタジオ      | -2014年 |
| 2010年 | 装甲騎兵ボトムズ 幻影篇                                | ボトムズスタジオ |         |
| 2010年 | 装甲騎兵ボトムズ Case;IRVINE                           | 第4スタジオ      |         |
| 2010年 | コイ☆セント                                            | 荻窪スタジオ     |         |
| 2010年 | ボトムズファインダー                                   | D.I.D.スタジオ   |         |
| 2010年 | 模型戦士ガンプラビルダーズ ビギニングG                 | D.I.D.スタジオ   |         |
| 2011年 | 装甲騎兵ボトムズ 孤影再び                              | ボトムズスタジオ |         |
| 2012年 | コードギアス 亡国のアキト                              | 第4スタジオ      | -2016年 |
| 2012年 | コードギアス 反逆のルルーシュ ナナリーinワンダーランド | 第4スタジオ      |         |
| 2015年 | 機動戦士ガンダム THE ORIGIN                            | オリジンスタジオ | -2018年 |
| 2016年 | 森のおんがくだん                                       | オリジンスタジオ |         |

#### 2020年代（OVA）
| 発売年 | タイトル                                             | 監督     | 制作スタジオ |
| ------ | ---------------------------------------------------- | -------- | ------------ |
| 2023年 | ラブライブ!虹ヶ咲学園スクールアイドル同好会 NEXT SKY | 河村智之 | 第2スタジオ  |

### Webアニメ
| 配信年 | 配信年                                           | 監督                      | 制作スタジオ | 備考                     |
| ------ | ------------------------------------------------ | ------------------------- | ------------ | ------------------------ |
| 2005年 | リーンの翼                                       | 富野由悠季（総）          | 第2スタジオ  | -2006年                  |
| 2006年 | 幕末機関説 いろはにほへと                        | 高橋良輔（総） 大橋誉志光 | 第7スタジオ  | -2007年                  |
| 2014年 | 神羅万象 天地神明の章                            | 池端隆史                  | N/A          |                          |
| 2015年 | 機動戦士ガンダム サンダーボルト                  | 松尾衡                    | 第1スタジオ  | -2017年                  |
| 2017年 | ガンダムビルドファイターズ バトローグ            | 大張正己                  | 第3スタジオ  |                          |
| 2017年 | ガンダムビルドファイターズ GMの逆襲              | 長崎健司                  | 第3スタジオ  |                          |
| 2018年 | 異世界居酒屋〜古都アイテーリアの居酒屋のぶ〜     | 小野勝巳                  | 第10スタジオ |                          |
| 2018年 | ROAD TO YOU 〜星降る丘の約束〜                   | 松尾衡                    | N/A          |                          |
| 2019年 | あの日の心をとらえて                             | 京極尚彦                  | N/A          |                          |
| 2020年 | 魔神英雄伝ワタル 七魂の龍神丸                    | 神志那弘志                | 第9スタジオ  |                          |
| 2021年 | SDガンダムワールド 三国創傑伝                    | 池添隆博                  | N/A          |                          |
| 2021年 | Artiswitch                                       | 池田一真                  | N/A          |                          |
| 2021年 | ガンダムブレイカー バトローグ                    | 大張正己                  | N/A          |                          |
| 2022年 | 「あなたを一言で表してください」の質問が苦手だ。 | 千明孝一                  | N/A          |                          |
| 2023年 | ガンダムビルドメタバース                         | 大張正己                  | N/A          |                          |
| 2024年 | SAND LAND: THE SERIES                            | 横嶋俊久                  | N/A          | 共同制作:神風動画、ANIMA |
| 2024年 | 機動戦士ガンダム 復讐のレクイエム                | エラスマス・ ブロスダウ   | 未公表       | 共同制作:SAFEHOUSE       |

### ゲーム
| 発売年 | タイトル                                             | 備考                                                      |
| ------ | ---------------------------------------------------- | --------------------------------------------------------- |
| 1986年 | クルーズチェイサー ブラスティー                      | グラフィック                                              |
| 1986年 | 水晶の龍                                             | 制作:スクウェア、制作協力                                 |
| 2012年 | テイルズ オブ ザ ヒーローズ ツインブレイヴ           | OPアニメーション                                          |
| 2018年 | 星と翼のパラドクス                                   | アニメーション制作                                        |
| 2019年 | ラブライブ! スクールアイドルフェスティバル ALL STARS | 実制作はKLab→マイネットゲームス。ブシロードと共同で運営。 |

### 制作協力
| 年     | タイトル                                             | 担当スタジオ                 | 制作元請                                                      | 備考                                                                              |
| ------ | ---------------------------------------------------- | ---------------------------- | ------------------------------------------------------------- | --------------------------------------------------------------------------------- |
| 1974年 | 宇宙戦艦ヤマト                                       | N/A                          | オフィス・アカデミー                                          | -1975年、各話制作協力                                                             |
| 1976年 | 大空魔竜ガイキング                                   | N/A                          | 東映動画                                                      | -1977年、各話制作協力                                                             |
| 1976年 | ゴワッパー5 ゴーダム                                 | N/A                          | タツノコプロ                                                  | -1977年、制作協力                                                                 |
| 1981年 | フリテンくん                                         | N/A                          | ナック                                                        | 協力                                                                              |
| 1981年 | Minoïe                                               | N/A                          | ドビディス フランス2 丸紅                                     | 制作協力                                                                          |
| 1986年 | Centurions                                           | 第7スタジオ                  | ルビー・スピアーズ                                            | アニメーション制作                                                                |
| 1989年 | アッセンブル・インサート                             | 第1スタジオ                  | スタジオこあ                                                  | -1990年、制作協力                                                                 |
| 1992年 | バットマン                                           | N/A                          | ワーナー・ブラザース・アニメーション                          | -1995年、各話制作協力                                                             |
| 1994年 | Exosquad（シーズン2）                                | N/A                          | ユニバーサル・カートゥーン・スタジオ                          | 追加絵コンテ（第28話 - 第52話）                                                   |
| 1995年 | ストリートファイター USA                             | N/A                          | グラーツ・エンターテイメント インビジョン・エンターテイメント | -1997年、各話制作協力 共同制作:深圳光華朝日制作有限公司（サンライズ香港スタジオ） |
| 1996年 | Siegfried & Roy: Masters of the Impossible           | N/A                          | DICプロダクション                                             | アニメーション制作                                                                |
| 1998年 | 快傑蒸気探偵団 TV ANIMATION SERIES                   | 第3スタジオ                  | XEBEC                                                         | -1999年、各話制作協力                                                             |
| 1998年 | 超速スピナー                                         | 第7スタジオ                  | XEBEC                                                         | -1999年、各話制作協力                                                             |
| 2000年 | ラブひな                                             | N/A                          | XEBEC                                                         | 各話制作協力                                                                      |
| 2009年 | キディ・ガーランド                                   | 第11スタジオ                 | サテライト                                                    | -2010年、各話制作協力                                                             |
| 2009年 | FAIRY TAIL                                           | 第8スタジオ                  | A-1 Pictures サテライト                                       | -2013年、各話制作協力                                                             |
| 2010年 | ソ・ラ・ノ・ヲ・ト                                   | 第8スタジオ                  | A-1 Pictures                                                  | 各話制作協力                                                                      |
| 2010年 | 迷い猫オーバーラン!                                  | 第8スタジオ                  | AIC                                                           | 各話制作協力                                                                      |
| 2010年 | みつどもえ                                           | 第6スタジオ                  | ブリッジ〈旧第6スタジオ〉                                     | -2011年、各話制作協力                                                             |
| 2011年 | 放浪息子                                             | 第5スタジオ                  | AIC Classic                                                   | 各話制作協力                                                                      |
| 2012年 | 宇宙戦艦ヤマト2199                                   | D.I.D.スタジオ               | XEBEC AIC                                                     | -2014年、CG制作協力                                                               |
| 2012年 | ハヤテのごとく! CAN'T TAKE MY EYES OFF YOU           | 第10スタジオ                 | マングローブ                                                  | 各話制作協力                                                                      |
| 2013年 | 惡の華                                               | 第4スタジオ                  | ZEXCS                                                         | 各話制作協力                                                                      |
| 2013年 | 劇場版 HUNTER×HUNTER 緋色の幻影                      | N/A                          | マッドハウス                                                  | 第2原画                                                                           |
| 2014年 | 憑物語                                               | 第8スタジオ                  | シャフト                                                      | 各話制作協力                                                                      |
| 2015年 | ヘヴィーオブジェクト                                 | N/A                          | J.C.STAFF                                                     | CG制作協力                                                                        |
| 2015年 | 百日紅 〜Miss HOKUSAI〜                              | N/A                          | Production I.G                                                | 製作委員会参加                                                                    |
| 2016年 | フラワーリングハート                                 | N/A                          | DR Movie Busan DR ブリッジ                                    | アニメーション制作協力                                                            |
| 2019年 | ポプテピピック TV Special                            | N/A                          | 神風動画                                                      | 制作協力                                                                          |
| 2019年 | Fate/Grand Order -絶対魔獣戦線バビロニア-            | N/A                          | CloverWorks                                                   | -2020年、アニメーション制作協力                                                   |
| 2019年 | クレヨンしんちゃん                                   | N/A                          | シンエイ動画                                                  | 各話制作協力                                                                      |
| 2019年 | ドラえもん (2005年のテレビアニメ)                    | 第5スタジオ オリジンスタジオ | シンエイ動画                                                  | 各話制作協力                                                                      |
| 2024年 | 転生したら第七王子だったので、気ままに魔術を極めます | N/A                          | つむぎ秋田アニメLab                                           | オープニングアニメーション制作                                                    |

### その他
| 年     | タイトル                                                                   | 備考 |
| ------ | -------------------------------------------------------------------------- | --- |
| 1979年 | 噂の刑事トミーとマツ                                                       | -1982年、ドラマ、制作:大映テレビ・TBSテレビ、タイトルアニメ制作                                                                            |
| 1981年 | 秘密のデカちゃん                                                           | ドラマ、制作:大映テレビ・TBSテレビ、タイトルアニメ制作                                                                                     |
| 1983年 | 婦警さんは魔女                                                             | ドラマ、制作:大映テレビ・TBSテレビ、タイトルアニメ制作                                                                                     |
| 1984年 | ナガイ海苔 企業CM                                                          | -1988年、TVCM |
| 1989年 | ガンヘッド                                                                 | 実写作品、製作、制作:東宝映像美術 |
| 1990年 | チャイナシャドー                                                           | 実写作品、製作:丸紅、日本ヘラルド映画、フジテレビ、日商岩井                                                                                |
| 1991年 | 装甲巨神Zナイト                                                            | トミーの玩具販売促進のための店頭プロモーションビデオ用アニメ                                                                               |
| 1995年 | 少年サンデーCM                                                             | 演出・亀垣一 キャラクターデザイン・本橋秀之                                                                                                |
| 2000年 | G-SAVIOUR                                                                  | ドラマ、制作スタジオ：D.I.D.スタジオ、93分×1話のみ、アメリカポールスター・テレヴィジョン社との合作                                         |
| 2004年 | ウェブグランプリ バクシード                                                | -2009年、パイロット作品、制作スタジオ：D.I.D.スタジオ                                                                                      |
| 2006年 | カップヌードル「FREEDOM -自由を掴め-」篇                                   | TVCM、日清食品、キャラクターデザイン・大友克洋                                                                                             |
| 2006年 | 夏の辛口トリオ（カップヌードル・どん兵衛・UFO）「夢の共演」篇              | TVCM、日清食品、タケル（キャラクターデザイン・大友克洋、声：浪川大輔）のみ（中居正広、松浦亜弥と共演〈両者とも実写〉）                     |
| 2007年 | マシンロボ・ムゲンバイン                                                   | パイロット作品、制作スタジオ：D.I.D.スタジオ、バンダイ・プレックス・円谷プロ〈ノンクレジット〉・小学館てれびくん編集部との五者共同制作作品 |
| 2007年 | 「どん兵衛」×「ガンダム」コラボレーションCM 「食えよ国民」篇・「見える」篇 | TVCM、日清食品 |
| 2008年 | オリジナルの肝                                                             | Web配信番組 |
| 2010年 | 僕らのLIVE 君とのLIFE                                                      | ミュージックビデオ、ラブライブ！ |
| 2010年 | Snow halation                                                              | ミュージックビデオ、ラブライブ！ |
| 2011年 | 夏色えがおで1,2,Jump!                                                      | ミュージックビデオ、ラブライブ！ |
| 2012年 | もぎゅっと“love”で接近中!                                                  | ミュージックビデオ、ラブライブ！ |
| 2012年 | Wonderful Rush                                                             | ミュージックビデオ、ラブライブ！ |
| 2013年 | Music S.T.A.R.T!!                                                          | ミュージックビデオ、ラブライブ！ |
| 2013年 | はじまりのみち                                                             | 実写作品、製作 |
| 2015年 | 君のこころは輝いてるかい?                                                  | ミュージックビデオ、ラブライブ！ |
| 2017年 | 機動戦士ガンダム Twilight AXIS                                             | |
| 2019年 | ガンダムビルドダイバーズRe:RISE                                            | -2020年、制作元請：SUNRISE BEYOND、企画・製作                                                                                              |
| 2020年 | ガンダムビルドダイバーズ バトローグ                                        | 制作元請：SUNRISE BEYOND、企画・製作 |
| 2021年 | ガンダムビルドリアル                                                       | ドラマ、制作：LDS、YouTube |
| 2022年 | RHYMESTER「世界、西原商会の世界！Part 2 逆featuring CRAZY KEN BAND」       | ミュージックビデオ |
| 2022年 | YOASOBI「祝福」                                                            | ミュージックビデオ、共同制作：CALF |

## 歴代代表取締役社長
| # | 氏名     | 在任期間                     | 備考             |
| - | -------- | ---------------------------- | ---------------- |
| 1 | 岸本吉功 | N/A                          | 岸本吉㓛とも表記 |
| 2 | 伊藤昌典 | N/A                          |                  |
| 3 | 山浦栄二 | N/A                          |                  |
| 4 | 吉井孝幸 | 1994年 - 2008年4月25日       | 吉井歌奈子の父   |
| 5 | 内田健二 | 2008年4月25日 - 2014年4月1日 |                  |
| 6 | 宮河恭夫 | 2014年4月1日 - 2019年4月1日  | バンダイ出身     |
| 7 | 浅沼誠   | 2019年4月1日 - 2022年4月1日  | バンダイ出身     |

## ラジオ番組
- サンライズラヂオBREEZE - 東海ラジオで放送。北海道・九州へもネットされ、ランティスウェブラジオでも配信されていた。

## 関連人物

### 演出家
- 青木康直
- 秋田谷典昭
- アミノテツロー
- 阿宮正和
- 井内秀治
- 五十嵐達也
- 池田成
- 池野昭二
- イシグロキョウヘイ
- 井上ジェット
- 今川泰宏
- 今西隆志
- 岩井国治
- 鵜飼ゆうき
- 江上潔
- 大橋誉志光
- 岡本英樹
- 小倉宏文
- 小原正和
- 鹿島典夫
- 加瀬充子
- 片山一良
- 川瀬敏文
- 神田武幸
- 喜多幡徹
- 京極尚彦
- 工藤寛顕
- 河本昇悟
- 北村真咲
- 近藤信宏
- さとうけいいち
- 佐藤照雄
- 下田久人
- 下田正美
- 杉島邦久
- 高木茂樹
- 高田耕一
- 高橋良輔
- 高松信司
- 高山功
- 滝沢敏文
- 宅野誠起
- 谷口悟朗
- 徳本善信
- 富野由悠季
- 長井龍雪
- 長崎健司
- 長浜忠夫
- 西山明樹彦
- 馬場誠
- 菱川直樹
- 菱田正和
- 日高政光
- 福田己津央
- 藤田陽一
- 藤原良二
- 古田丈司
- 町谷俊輔
- 松尾衡
- 松園公
- 松村亜澄（磨積良亜澄）
- 水島精二
- みなみやすひろ
- 三好正人
- 三宅和男
- 向井正浩
- 村田和也
- 元永慶太郎
- 森邦宏
- 谷田部勝義
- 吉村章
- 四辻たかお
- 米田和博
- 米たにヨシトモ
- 綿田慎也
- 渡辺信一郎
- わたなべぢゅんいち
- 渡邊哲哉

### アニメーター

#### キャラクターデザイナー
- 芦田豊雄
- 石田敦子
- 伊東岳彦
- 追崎史敏
- 逢坂浩司
- 大貫健一
- 加瀬政広
- 北爪宏幸
- 木村貴宏
- CLAMP
- 工藤昌史
- 湖川友謙
- コザキユースケ
- ことぶきつかさ
- 近藤高光
- 齋藤卓也
- 塩山紀生
- 高谷浩利
- 竹内進二
- 竹内浩志
- 谷口守泰
- 千葉道徳
- 千羽由利子
- 永野護
- 久行宏和
- 菱沼義仁
- 平井久司
- 平岡正幸
- 村瀬修功
- 毛利和昭
- 安彦良和
- 安田朗
- ヤスダスズヒト
- 山下明彦
- 吉田健一

#### キャラクター作画監督
- 愛敬由紀子
- 阿部美佐緒
- 石川てつや
- 糸島雅彦
- 稲吉朝子
- 稲吉智重
- 今泉良一
- 植田洋一
- 浦上貴之
- 榎本勝紀
- 小曽根正美
- 乙幡忠志
- 恩田尚之
- 鎌田祐輔
- 菊池晃
- 倉田綾子
- 小池智史
- 坂本修司
- 佐久間信一
- 佐々門信芳
- 佐々木洋平
- しんぼたくろう
- 鈴木幸江
- 高橋晃
- 高橋真一
- 竹知仁美
- 寺岡巌
- 戸部敦夫
- 長生中
- 永島明子
- 中山岳洋
- 中山初絵
- 西澤真也
- 西田亜沙子
- 西村誠芳
- 羽山賢二
- 藤井智之
- 牧孝雄
- 松川哲也
- 満仲勧
- 森下博光
- 山口晋
- 湯本佳典
- 米山浩平

#### メカ作画監督
- 阿部邦博
- 有澤寛
- 安藤義信
- 池田有
- 市川敬三
- 内田順久
- 大籠之仁
- 大張正己
- 大森英敏
- 沖浦啓之
- 椛島洋介
- 斎藤久
- 佐野浩敏
- 佐村義一
- 重田敦司
- 重田智
- 鈴木勘太
- 鈴木竜也
- 鈴木卓也
- 鈴木勤
- 高瀬健一
- 仲盛文
- 中田栄治
- 西井正典
- 松田寛
- 宮澤努
- 山根理宏（まさひろ山根）
- 吉田徹

#### その他のアニメーター
- 金田伊功
- 板野一郎
- 佐藤元
- たつき（尾本達紀）
- 名和誉弘
- 山崎和男

### メカニックデザイナー
- 明貴美加
- 阿久津潤一
- 石垣純哉
- 今石進
- 出渕裕
- 海老川兼武
- 大河広行
- 大河原邦男
- 大輪充
- カトキハジメ
- 川原智弘
- 河森正治
- 形部一平
- 小林誠
- 斎藤まさかつ
- 沙倉拓実
- JNTHED
- 篠原保
- 城前龍治
- 神宮司訓之
- 高倉武史
- 寺岡賢司
- 友杉達也
- 中沢数宣
- 中谷誠一
- 中原れい
- 那倉正幸
- 福島秀機
- 福地仁
- 藤岡建機
- 藤田一己
- 宮武一貴
- 村上克司
- 柳瀬敬之
- 山田高裕
- 山根公利
- 鷲尾直広

### 脚本家・小説家
- 荒川稔久
- 荒木芳久
- 伊東恒久
- 大河内一楼
- 遠藤明範
- 川崎ヒロユキ
- 風間洋
- 岸本みゆき
- 北嶋博明
- 木村暢
- 黒田洋介
- 五武冬史
- 小山高生
- 守護このみ
- 隅沢克之
- 園田英樹
- 高橋哲子
- 竹田裕一郎
- 塚本裕美子
- 冨岡淳広
- 富田祐弘
- 鳥海尽三
- 野崎透
- 花田十輝
- 樋口達人
- 兵頭一歩
- 平野靖士
- 星山博之
- 本田雅也
- 森田繁
- 両澤千晶
- 山口宏
- 山口亮太
- 山本優
- 吉川惣司
- 吉田伸
- 吉野弘幸

### 制作・企画
- 井上幸一
- 内田健二
- 植田益朗
- 小川正和
- 河口佳高
- 平山理志
- 古里尚丈
- 古澤文邦
- 南雅彦
- 宮河恭夫
- 若鍋竜太
- 關口彩香
- 宇田川幸助

### その他
- 渡辺岳夫
- 松山祐士
- すぎやまこういち
- 渡辺宙明
- 菊池俊輔
- 冬木透
- 乾裕樹
- 三枝成彰
- 大谷幸
- 佐橋俊彦
- 田中公平
- 浦上靖夫
- 藤野貞義
- 鶴岡陽太
- 三間雅文
- 小林克良
- 明田川仁
- 千葉耕市
- 中川幸太郎
- 澤野弘之
- 大原桃子

### サンライズ関連
- 矢立肇
- サンライズクルセイド
- リアルロボットレボリューション

### バンダイナムコグループ
- バンダイナムコピクチャーズ
- アクタス
- エイトビット
- SUNRISE BEYOND
- バンダイビジュアル - バンダイナムコフィルムワークス（旧：バンダイナムコアーツ）の映像レーベル。
- バンダイナムコミュージックライブ（ランティス）
- サンライズインタラクティブ
- 創通
- BANDAI SPIRITS（旧：バンダイ模型→バンダイホビー事業部）- ガンダムシリーズ（ガンプラ）及び同社制作のロボットアニメ作品（ザブングル、ダンバイン、エルガイム、バイファム、レイズナー等）のプラモデルを販売。

### 同社スタッフ・OBが独立・起業・移籍した会社

#### 現在
- スタジオディーン - 仕上検査を務めた長谷川洋、もちだたけしが1975年に設立。
- スタジオダブ - 作画スタッフを務めた八幡正が1983年に設立。2019年に経営権を譲渡しBNPいわきスタジオとった。
- スタジオたくらんけ - 制作を務めた近藤康彦、山田浩之が1987年に設立。
- スタジオガゼル - プロデューサーを務めた佐藤郁夫が設立。
- ボンズ - 第2スタジオ出身でプロデューサーを務めた南雅彦らが1998年に設立。
- A-1 Pictures - アニプレックスの子会社として2005年に設立。プロデューサーを務めた植田益朗が同社を経て設立に参画[249]。
- ブリッジ - 第6スタジオ出身でプロデューサーを務めた大橋千恵雄が2007年に設立[250]。
- おっどあいくりえいてぃぶ - プロデューサーを務めた古里尚丈が2011年に設立。
- 天狗 - 出身の福士直也がぴえろを経て2013年に設立。
- 武右ェ門 - 練馬スタジオのCGスタッフを務めた髙山清彦らが2014年に設立[251]。
- Creadom8 - プロデューサーを務めた尾崎雅之がバンダイナムコピクチャーズを経て2024年に設立[252]。

#### 過去
- ライフワーク - 制作を務めた神田豊がプロダクション・ルーズを経て1984年に設立。2002年に倒産。
- エムアイ - 仕上げ部門が組織改変に伴い独立し1987年に設立。2005年に同社より独立し設立されたWishと営業譲渡契約を締結し仕上・作画業務の全てを譲渡。
- スタジオマトリックス - 制作を務めた白井勝也がスタジオディーンを経て設立。
- マングローブ - プロデューサーを務めた小林真一郎、河内山隆が2002年に設立。2015年に事業を停止し破産。
- ヤオヨロズ - CGスタッフを務めたたつきらが2013年に設立。2020年に解散しアニメーション事業を8millionへ移管・統合。

### 関連企業・施設
- 中村プロダクション
- 上井草駅 - ガンダムモニュメント製作協力。かつての会社最寄駅。
- 荻窪駅 - 会社最寄駅。
- クローバー - 名古屋テレビ・サンライズ制作枠のロボットアニメ（「ザンボット3」から「ダンバイン」の途中まで）のスポンサー。1983年倒産。
- アオシマ - ザンボット3、ダイターン3、イデオン、トライダーG7、ダイオージャ等のプラモデルを販売した会社。
- シーエムズコーポレーション
- Wish - 日本サンライズの仕上げ部門が1987年の組織改変に伴い独立し発足した有限会社エムアイを前身としている。
- 旭プロダクション
- アニメフィルム
- デザインオフィス・メカマン
- ビックウエスト
- 円谷プロダクション
- ADKエモーションズ
  - 日本アドシステムズ
- ビクターエンタテインメント
  - フライングドッグ
- 読売広告社